# Plague Inc.
Plague Inc. – komputerowa gra strategiczna, wyprodukowana przez Ndemic Creations. Gra została wydana 26 maja 2012 roku na platformach iOS oraz Android.

## Rozgrywka
Zadaniem gracza jest stworzenie strategii rozprzestrzeniania się choroby na cały świat i doprowadzenie do unicestwienia ludzkości. Na początku rozgrywki gracz otrzymuje patogen, którym infekuje pierwszą osobę. Wykrycie infekcji prowadzi do rozpoczęcia badań nad wirusem przez specjalistów z całego świata, którzy starają się zakończyć epidemię. Gracz może tworzyć mutacje wirusa oraz szukać nowych dróg jego rozprzestrzeniania się.

## Produkcja
Inspiracją do stworzenia Plague Inc. była gra Pandemic II. W listopadzie 2020 twórcy gry przy wsparciu WHO dodali nowy tryb o nazwie „The Cure”. Rozgrywka polega na wynalezieniu szczepionki oraz ograniczeniu zakażeń nową chorobą.

## Odbiór

### Sprzedaż
Gra była najlepiej sprzedającą się grą tygodnia w sklepie App Store, według danych z 11 czerwca 2012 roku.

### Nagrody i nominacje
| Rok  | Nagroda                   | Kategoria                  | Wynik     |
| ---- | ------------------------- | -------------------------- | --------- |
| 2012 | IGN People’s Choice Award | Best Overall Strategy Game | nominacja |
| 2013 | Pocket Gamer Award        | Android Game of the Year   | wygrana   |

### Pandemia COVID-19
W styczniu 2020 ze względu na początek pandemii COVID-19 gra zaczęła ponownie zyskiwać na popularności. Chiński rząd zdecydował jednak o wycofaniu aplikacji ze sklepów App Store oraz Steam na tamtejszym rynku.

## Plague Inc: Evolved
18 września 2015 roku wydano remake gry, zatytułowany Plague Inc: Evolved.